# St. Andreas (Ahrbrück)

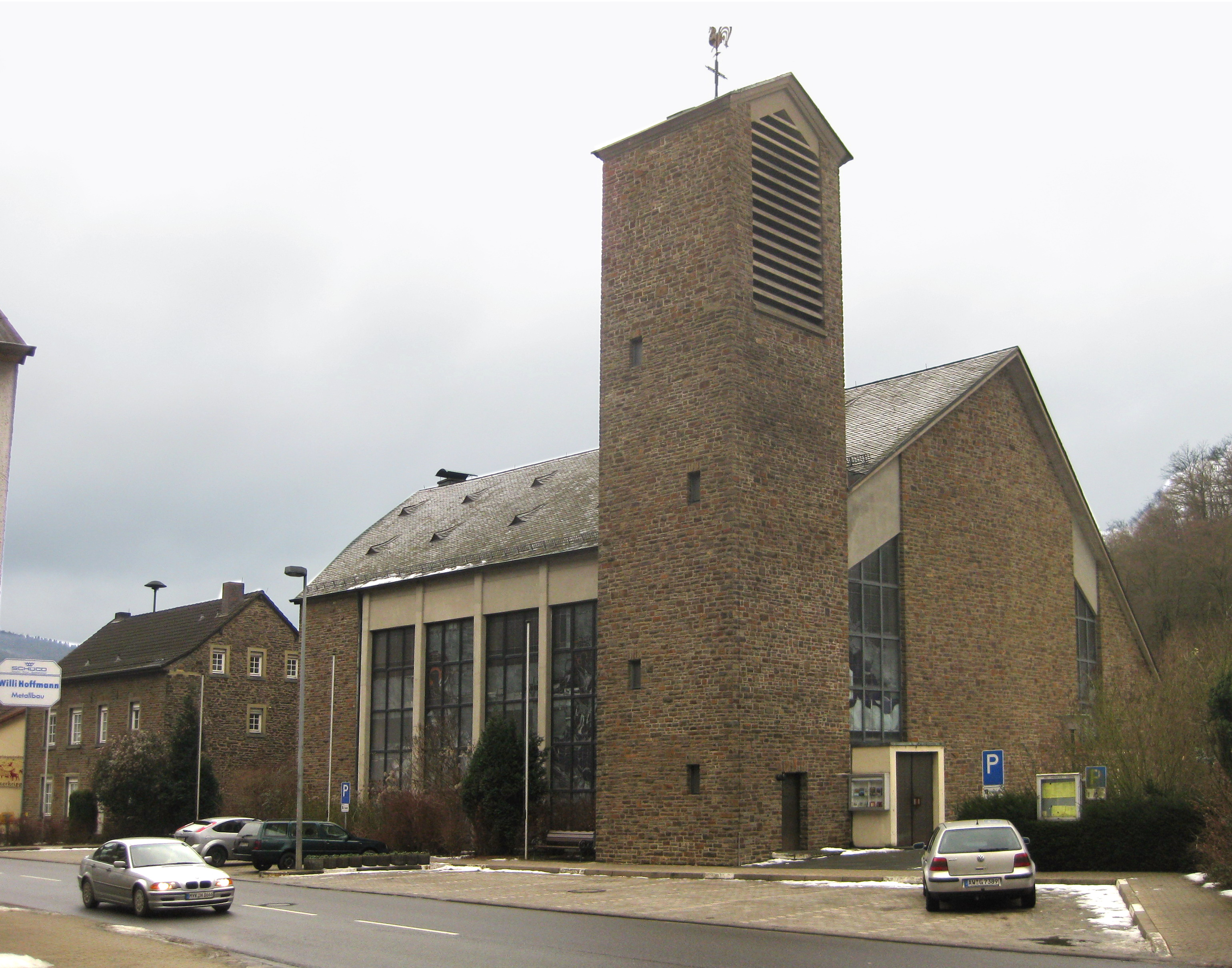
St. Andreas in Ahrbrück

St. Andreas war eine römisch-katholische Kirche in Ahrbrück. Aufgrund massiver Beschädigungen infolge des Hochwassers in West- und Mitteleuropa 2021 wurde die Kirche entweiht. Im Mai 2025 begann der Abriss. Zunächst wurde das Kirchenschiff abgebrochen. Da Ende April ein Turmfalkenpaar ein Nest im noch stehenden Glockenturm baute und brütete, ruht dessen Abbruch zumindest so lange, bis die Jungvögel ausgeflogen sind. Eine Initiative von Artenschützern der Region will den Glockenturm als Nistplatz für Fledermäuse und Vögel sowie als Mahn- und Denkmal für die Flutopfer dauerhaft erhalten.

## Geschichte
Ahrbrück ist seit nach dem Zweiten Weltkrieg eine eigene Ortsgemeinde, jedoch keine eigenständige Kirchengemeinde; Ahrbrück gehört zur Pfarrei St. Petrus in Kesseling.
Die alten Dorfkirchen waren zu klein, um allen Gläubigen Platz für eine Messe zu bieten. Daher gab es bereits lange vor der Errichtung der Kirche Pläne, eine größere Kirche für alle Ahrbrücker Ortsteile und die umliegenden Gemeinden zu bauen.

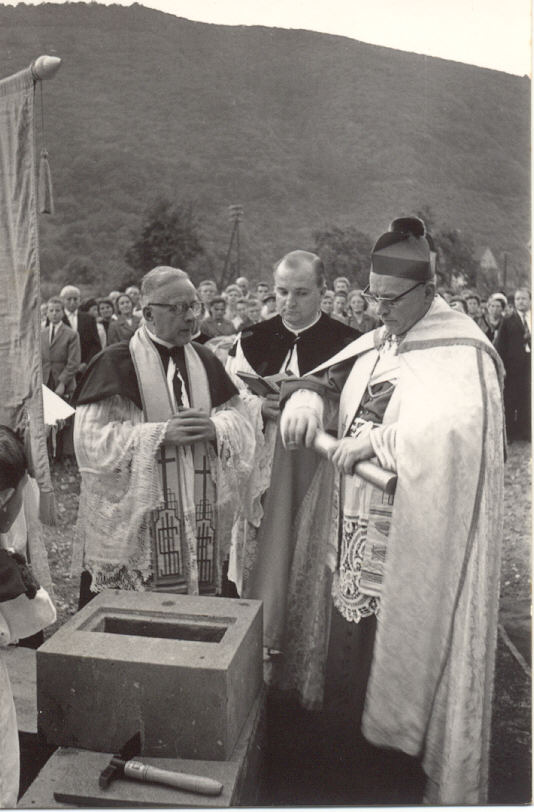
Grundsteinlegung

Unter dem damaligen Pastor Alfons Scholz wurde schließlich 1962 der Grundstein der Kirche gelegt. Sie wurde dem Apostel Andreas geweiht. Mit tatkräftiger Unterstützung der Dorfbevölkerung wurde die Kirche in den Jahren 1963 bis 1967 gebaut. Nur durch diesen Einsatz ließ sich das Projekt verwirklichen. Zahlreiche Ahrbrücker Handwerksbetriebe arbeiteten unentgeltlich. Die Arbeiten fanden unter einer heute kaum denkbaren Finanzplanung statt: Man lebte quasi von der Hand in den Mund. Die Kirche wurde am 29. Oktober 1967 geweiht.
Beim verheerenden Hochwasser in West- und Mitteleuropa 2021 wurden die Kirche überschwemmt und das zugehörige Pfarrhaus teils unterspült und stark beschädigt. Das Pfarrhaus und die Kirche waren laut dem zuständigen Bischof Stephan Ackermann nicht wirtschaftlich sanierbar und sollten deshalb abgerissen werden. Der letzte Gottesdienst und die Profanierung fanden am 16. September 2022 statt.
Im Mai 2025 wurde das Kirchenschiff abgerissen.

## Ausstattung

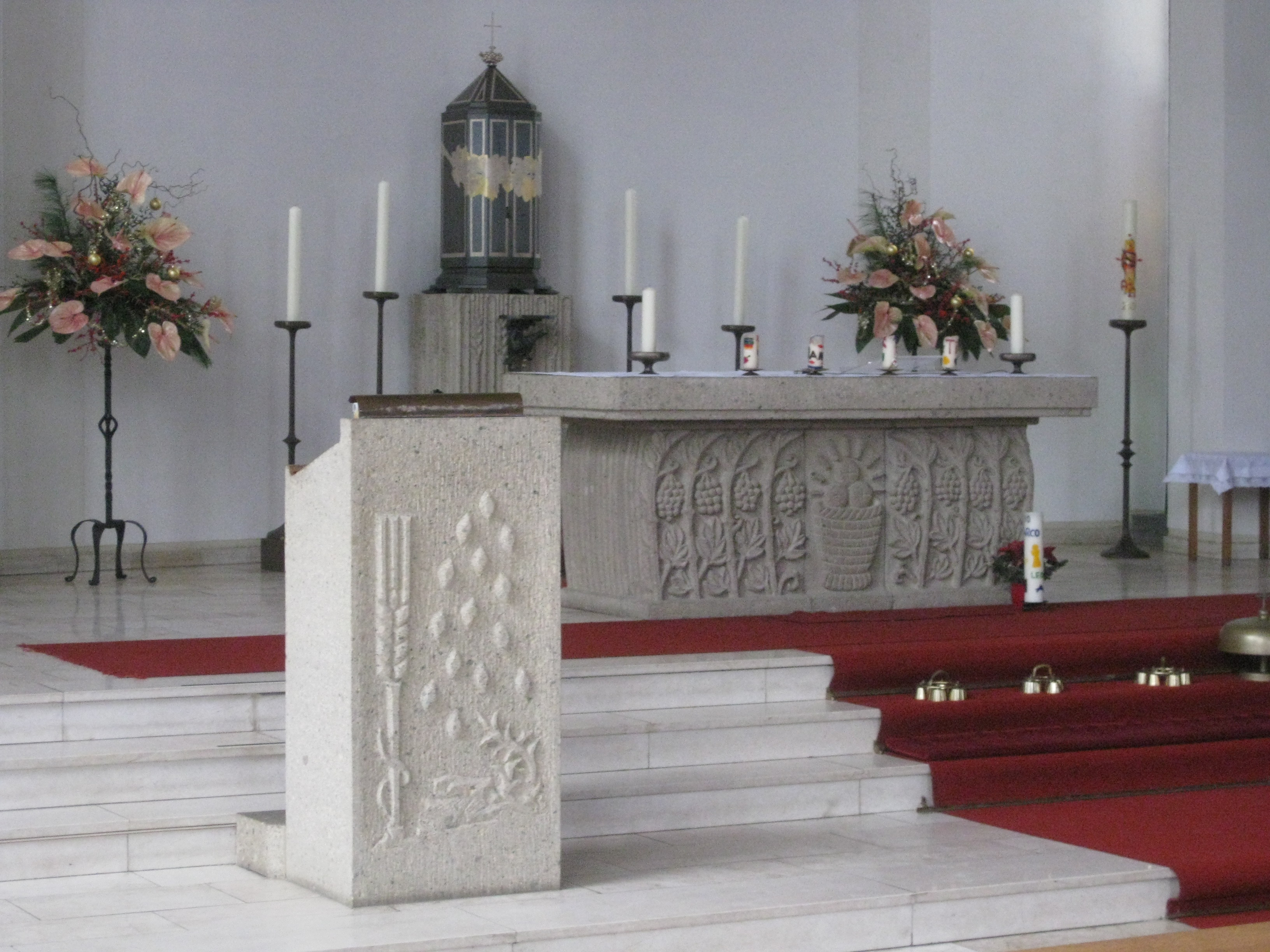
Innenansicht

Die Kirche war bewusst schlicht gehalten. Bei der Innenausstattung wurden heimische Materialien (z. B. Tuffstein) bevorzugt.
Auch hier wurde sukzessive die Innenausstattung erweitert.
Der Altar und ein Tabernakel waren von Anfang an vorhanden. Nach und nach wurden dann abhängig von der Finanzlage und dem Spendenaufkommen die übrigen Ausstattungsgegenstände beschafft:
- Kreuzweg
- Fensterbilder
- Erneuerung des Marienaltars
- Austausch des alten Tabernakels durch einen größeren

### Kreuzweg
Die Kreuzwegstationen wurden 1986 aufgehängt. In ihrer ersten Fassung begannen sie im linken Bereich des Kirchenschiffes und endeten im Altarbereich. Mitte der 90er-Jahre wurden sie umgehängt und zogen sich seitdem über beide Seiten der Kirche.

### Fensterbilder
Die Fenster wurden von Jakob Schwarzkopf gestaltet und von Binsfeld in Trier ausgeführt.
Nach der Straßenseite waren die Fenster über den Portalen, der Ahrseite, sowie im Chorraum komplett überarbeitet und verglast. Die Portalfenster griffen dabei das Motiv der Straßenseite auf: das Blau des Wassers symbolisierte das „Arbeitsfeld“ des „Menschenfischers“ des von Jesus berufenen Jüngers, jedes Christen, der beauftragt und gesandt wurde, die Botschaft des Evangeliums aus der Kirche hinauszutragen und Menschen für Jesus zu gewinnen, auch wenn die Wogen manchmal hochschlagen.
Die sich nach unten hin verdichtenden rot und grün dominierenden Farben der Chorfenster (Altarraum) wiesen auf Pfingsten hin, das Fest der Geistausgießung und Begabung.
Die drei Fenster auf der Ahrseite schließlich zeigten drei Beispiele eines „christlichen Lebens“ in den drei Schutzheiligen des Ortes, der hl. Katharina (für den Ortsteil Brück), der Muttergottes (Stella maris für den Ortsteil Pützfeld) und des hl. Rochus (für den Ortsteil Ahrbrück).
In der Andreaskirche wurde somit auch die Einheit der Gemeinde Ahrbrück symbolisiert.
Mit diesen Fenstern barg die Andreaskirche einen einzigartigen Schatz moderner Glasmalerei – vom 1. Entwurf bis zur Fertigstellung waren fast 3 Jahre vergangen – ein Zeichen dafür, dass die künstlerisch wertvolle Arbeit in dieser Größenordnung eine große Herausforderung für den Künstler Jakob Schwarzkopf und die ausführende Werkstätte Binsfeld war, die aber schließlich mit Bravour gemeistert wurde.

### Marienaltar
Die erste Version des Marienaltars wurde 1976 errichtet. Eine Holzfigur stand auf einer Steinplatte mit zwei Säulen. Die Steinplatte trug eine Plakette mit der Aufschrift „Maria, Königin des Friedens“. Ende der 1980er Jahre wurde die Figur gegen eine neue Marienstatue ausgetauscht. Die neue Figur war eine Schenkung von ortsansässigen Gemeindemitgliedern; sie war aus Lindenholz gefertigt und orientierte sich an der Madonna von Fátima.

### Tabernakel
Der ursprüngliche Tabernakel wurde um 2008 ausgetauscht und stand seitdem in der Sakristei.
Die Anschaffung eines neuen Tabernakels in der St.-Andreas-Kirche beschäftigte bereits die früheren Ortspfarrer Schneider und Neisius.
Den ersten konkreten Entwurf erstellte 2002 der Kirchenarchitekt und Bildhauer Paul Nagel, Wesseling, erstellt. Nach intensiven Beratungen mit dem Verwaltungsrat, dem Pfarrgemeinderat, der Bauabteilung des Bistums Trier und der Diözesanbaukommission fasste der Verwaltungsrat St. Petrus, Kesseling, 2007 die entsprechenden Beschlüsse zur Auftragserteilung.
Die senkrechte Betonung der Form des Tabernakels stand in guter Verbindung mit der gesamten Chorwandfläche und dem darüber hängenden Kreuz. Bei der aufstrebenden Wandfläche von 7 m Breite und 12 m Höhe in Giebelform, ebenso im Hinblick auf das Kreuz mit Korpus, wurde aus architektonischen und ästhetischen Gründen Gleiches in der Form des Tabernakels verwirklicht. Der harmonische Zusammenhang dieser Maßordnung schaffte so eine inhaltsreiche Ikonographie.
Der vorhandene Sockel aus Tuffstein (aus gleichem Material wie Altar, Ambo, Gabentisch und Sitze für Priester und Messdiener), mit seinen mehr oder weniger großen Einschlüssen von dunkelgrauen Basaltstücken, wurde in die Tabernakelgestaltung einbezogen.
Der Tabernakel hat einen achteckigen (oktogonalen) Grundriss. Schon in frühchristlicher Zeit war es die Acht, die zum Symbol der Auferstehung Christi, der Teilhabe an Christus in der Taufe erhoben wurde. Acht wurde so zur Zahl des Heils, der Wiedergeburt und Auferstehung, deren Unterpfand in christlichem Glauben die Taufe ist. Die oktogonale Form altchristlicher Taufkirchen griff diese Sinngebung auf: Erscheinung Christi bei den Jüngern am 8. Tag nach Ostern. Mit dem 8. Tag beginnt eine neue Woche, eine neue Zeit – bei den Kirchenvätern Symbol für den Tag der Auferstehung des Herrn (resurrectio Domini). Die frühen Christen sprechen vom 8. Schöpfungstag (Am 7. Tag – am Sabbat ruhte Gott, am 1. Wochentag stand er von den Toten auf).
Der Tabernakel steht auf vier in Bronze gegossenen Muscheln als Zeichen der Reinheit und hat als Bekrönung eine plastische Traube (Sinnbild für Christus, den Weinstock), aus der als Abschluss ein Kreuz als Zeichen der Erlösung hervorgeht.
Die Größe des Tabernakels ist so angelegt, dass ein Ziborium, drei Hostienschalen und eine Custodia (Aufbewahrungsgefäß für die große Hostie) darin leicht untergebracht werden können.
Die beiden Türen lassen sich um 180 Grad öffnen.
Zur Aussetzung und Anbetung des Allerheiligsten findet die Monstranz im vorderen Teil Platz. Die geöffneten Türen gewähren so einen scheinbaren Schutzraum.
Der rechte Türflügel zeigt einen Engel, der ein Weihrauchfass schwenkt. Es erinnert an die Weihrauchgabe der Heiligen Drei Könige an das Gotteskind in der Krippe. Die linke Tür zeigt auf der Innenseite einen Engel mit einer großen Osterkerze.
Die Innenflächen des Tabernakels sind mit 24-karätigem Blattgold vergoldet. Der Tabernakel ist mit einem Vorhang, einem Conopeum und mit einer zusätzlichen Ablage ausgestattet.
Die Bodenplatte ist aus edlem Padouk-Holz.
Vor dem Tabernakel, auf der Tuffsteinsäule, ist eine Ablage aus patiniertem Messing mit einer gefassten Padoukplatte angebracht, die als Intarsie zwei Blätter eines Ölbaumzweiges enthält. Die Platte dient zum Abstellen des Allerheiligsten oder der Ziborien oder Hostienschalen, zur Ehrenbezeugung vor und nach dem Herausnehmen. Unter dieser Ablage sieht man eine in Bronze gestaltete Taube.

## Glocken in St. Andreas
Die Glocken von St. Andreas wurden am 5. Mai 1979 in der Glockengießerei in Brockscheid gegossen.
In Ahrbrück fand die Glockenweihe am 27. Mai 1979 statt.
Die Namensgebung orientierte sich an den Schutzheiligen der Ortsgemeinde und der Ortsteile.

### St. Andreas
- Ton: dis
- Durchmesser: 132 cm
- Gewicht: 30 Zentner
- Inschrift: „Heiliger Andreas, unserer Kirche Schutzpatron, bitte für uns an Gottes Thron.“

Diese Glocke wird beim Tod eines männlichen Mitglieds der Gemeinde geläutet.

### St. Katharina
- Ton: ais
- Durchmesser: 89 cm
- Gewicht: 9 Zentner
- Inschrift: „Heilige Katharina, Fürsprecherin, führ im Glauben zu Gott uns hin.“

### St. Maria
- Ton: gis
- Durchmesser: 99 cm
- Gewicht: 13 Zentner
- Inschrift: „Maria, Jungfrau und Jesu Christ, Lob sei Dir, da Du unsere Mittlerin bist.“

Die Glocke wird beim Tod eines weiblichen Mitglieds der Gemeinde geläutet.

### St. Rochus
- Ton: fis
- Durchmesser: 111 cm
- Gewicht: 17 Zentner
- Inschrift: „Heiliger Rochus, von uns hoch verehrt, du hast Gottes Ehr gemehrt.“